# Chapelle Manastir à Novi Bečej
La « chapelle Manastir à Novi Bečej » (en serbe cyrillique : Капела Манастир у Новом Бечеју ; en serbe latin : Kapela Manastir u Novom Bečeju) est une église orthodoxe serbe située à Novi Bečej, dans la province autonome de Voïvodine et dans le district du Banat central en Serbie. Elle est inscrite sur la liste des monuments culturels de grande importance de la république de Serbie (identifiant no SK 1180).

## Présentation
La chapelle actuelle, dédiée à la Dormition de la Mère de Dieu, est située au bord de la rivière Tisa. Elle a été construite au début du XVIIIe siècle là où, selon la tradition, s'élevait un monastère serbe incendié par les Ottomans,.
Elle est constituée d'une nef unique prolongée par une abside demi-circulaire ; à l'ouest, le toit à pignon se termine par un petit clocher reposant sur une base cubique. Les façades disposent d'ouvertures rectangulaires sobrement décorées par des moulures peu accentuées elles aussi rectangulaires et sans ornement particulier ; une corniche moulurée court au-dessous du toit,.
La chapelle tire une grande partie de sa valeur de son mobilier provenant de l'église antérieure. Elle abrite notamment un triptyque du tout début du XVIIIe siècle représentant en son centre Saint Georges terrassant le dragon et, dans les parties latérales, d'autres scènes de la vie du saint. Les « Portes Royales », l'icône de la Résurrection et l'icône de saint Jean proviennent de l'ancienne iconostase. La chapelle Manastir abrite aussi d'autres icônes des XVIIIe et XIXe siècles peintes par des artistes inconnus,.